# École centrale rabbinique
Die École centrale rabbinique („Zentrale Rabbinerschule“) in Metz war eine Rabbinerschule (École rabbinique), die von 1821 bis 1859 bestand. 1859 wurde daraus das Séminaire israélite de France („Israelitisches Seminar Frankreichs“) und es wurde nach Paris verlegt.

## Rabbinerseminar
Die École Centrale Rabbinique, deren Absolventen französische Staatsbürger sein mussten, wurde vom Consistoire central (Konsistorium) gemäß Erlass vom 21. August 1829 errichtet, wobei die Stadt Metz damals den Hauptort des französischen Judentums bildete. Die Studiendauer wurde auf fünf Jahre festgesetzt.
Großrabbiner (grand rabbin)  Zadoc Kahn (1839–1905) beispielsweise, der zu den Führern der französischen Chowewe Zion und der Alliance Israélite Universelle (Ehrenpräsident) gehörte, war ab 1889 der letzte offizielle (staatlich anerkannte) Oberrabbiner Frankreichs. Er wurde an der Jeschiwa in Straßburg und an der École rabbinique in Metz ausgebildet, wo er auch lehrte.
Der in Fontainebleau geborene französische Rabbiner und Gelehrte Lazare Wogue (1817–1897) wurde 1843 an der École Centrale Rabbinique in Metz ordiniert und war später Leiter der Talmud Tora des Séminaire Israélite.